# 고 녀석 맛나겠다 2: 함께라서 행복해
《고 녀석 맛나겠다 2: 함께라서 행복해》(일본어: おまえうまそうだな2:あなたをずっとあいしてる)는 《고 녀석 맛나겠다》의 후속편이며, 2015년 7월 30일에 개봉된 애니메이션 영화이다.(중국 6월 4일,일본 7월 29일 개봉)